# Краснослободцев, Сергей Васильевич
Сергей Васильевич Краснослободцев (4 июля 1959) — советский и российский футболист, вратарь. Рекордсмен клуба «Томь» по числу проведённых матчей.

## Биография
Воспитанник ДЮСШ «Прогресс» (Бийск). В начале взрослой карьеры выступал за старшую команду «Прогресса» в соревнованиях коллективов физкультуры.
В 1981 году перешёл в томский клуб «Манометр» (позднее — «Томь») и провёл в нём 16 непрерывных сезонов. Был капитаном команды в течение 11 лет. Является рекордсменом «Томи» по числу сыгранных матчей — 422 игры в первенствах СССР и России, а во всех турнирах — 452 матча. Рекордсмен клуба по отбитым пенальти — в его ворота не забили 18 ударов из 72 пробитых.
Со второй половины 1990-х годов работает в «Томи» администратором, затем — начальником команды. В 2000 году включался в заявку клуба как игрок, но на поле больше не выходил. Принимает участие в матчах ветеранов.